# إلياس جاكوم
إلياس جاكوم غيريرو (2 نوفمبر 1945 - 26 يوليو 1999) أول حكم كرة قدم إكوادوري يشارك في كأس العالم. أشرف على مباراة أسبانيا وكوريا الجنوبية (3-1) خلال كأس العالم 1990 التي أقيمت في إيطاليا.

## روابط خارجية
- إلياس جاكوم على موقع Soccerway.com (الإنجليزية)